# سنجاب طنابی گونه‌سرخ
سنجاب طنابی گونه‌سرخ (نام علمی: Funisciurus leucogenys) نام یک گونه از سرده سنجاب نواری آفریقایی است.